# Agnès Martin-Lugand
Agnès Martin-Lugand (Saint-Malo, 22 luglio 1979) è una scrittrice e psicologa infantile francese, diventata famosa già con il suo primo romanzo, Les gens heureux lisent et boivent du café, subito un bestseller appena lo ha pubblicato nel dicembre 2012 su Kindle di Amazon. In solo cinque anni, nel 2017, i suoi romanzi avevano venduto due milioni di copie in tutto il mondo, entrando a far parte della Top 10 degli scrittori preferiti dai francesi..

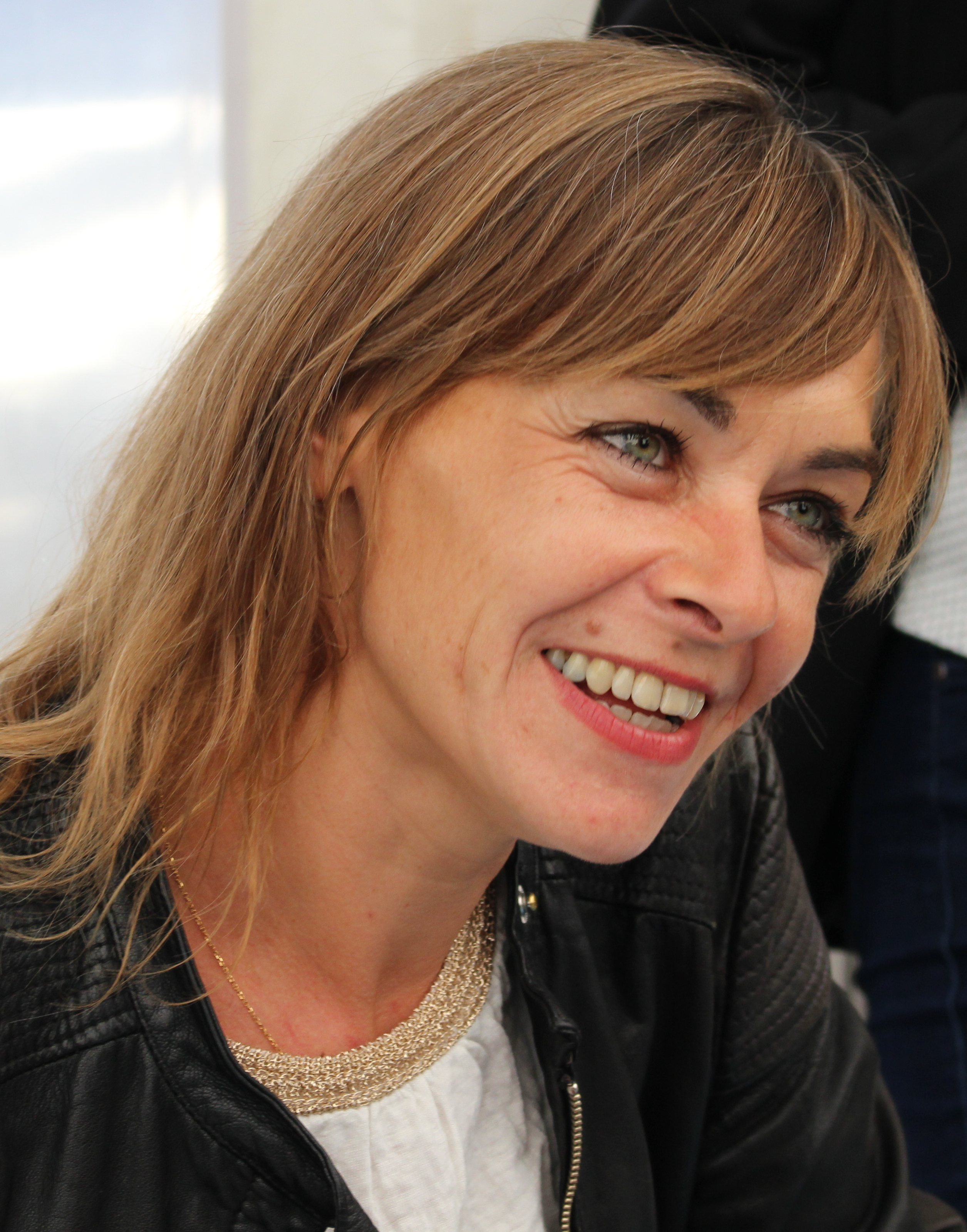
Agnès Martin-Lugand in 2018

Tradotta in più di 35 lingue, nel 2022 aveva venduto circa 5 milioni di libri in Francia e nel mondo.

## Biografia
Nata nel 1979 a Saint-Malo, Ille-et-Vilaine, in Bretagna, Martin-Lugand ha lasciato la sua terra per andare a studiare psicologia a Parigi e ha trascorso sei anni lavorando sulla protezione dei bambini negli ospedali e asilio nido. Successivamente ha lasciato il lavoro dopo la nascita di suo figlio, è tornata a Saint Malo e si è dedicata alla scrittura, completando Les gens heureux lisent et boivent du café. Dopo essere stata rifiutata da diversi editori, ha deciso di pubblicare lei stessa una versione digitale a sue spese. E lo fatto su Kindle di Amazon dopo dopo aver avuto un supporto letterario dallo scrittore Laurent Bettoni. Il libro è diventato un successo immediato. Notando la sua popolarità, l'editore Michel Lafon ne ha acquistato i diritti e nel 2013 ha pubblicato un'edizione cartacea che ha venduto 300.000 copie. Lafon ha continuato il successo del romanzo facendolo tradurre in 14 lingue, incluso il turco e il cinese. including Portuguese, Lithuanian, Turkish and Chinese. Ci furono persino piani per girare un lavoro a Hollywood.
Martin-Lugand ha continuato a scrivere, pubblicando Entre mes mains le bonheur se faufile (2014), La vie est facile, ne t'inquiète pas - il seguito di 'Les gens heureux...' - (2015), Désolée, je suis attendue (2016) e J'ai toujours cette musique dans la testa (2017). [5] [6] Quindi A la lumière du petit matin (2018), Un fatto evidente (2019) e La nostra resilienza (maggio 2020). Dal 2017, Agnès Martin-Lugand partecipa alle raccolte collettive Treize à table presso Pocket, pubblicate a beneficio di Restos du coeur .
Nel 2020, appare per la terza volta nella top ten dei bestseller di L'Express, insieme ad Amélie Nothomb, Sylvain Tesson, Karine Tuil e Michel Houellebecq.
È stata madrina del Festival del libro di Saint-Étienne nel 2016, membro della giuria del premio letterario Régine-Deforges nel 2018 e 2019, presidente della Fiera del libro di Limoges nel 2021 e di Saint-Raphaël nel 2023, quindi membro e poi presidente della giuria del premio letterario Aufeminin.com nel 2018 e nel 2019. Nel 2022 è stata presidente del premio Les Petits Mots des libaires.

## Temi
Nei suoi romanzi, Agnès Martin-Lugand affronta vari temi sociali che le stanno a cuore: il lutto (Les gens heureux lisent et boivent du café),  la ricostruzione (La vie est facile, ne t’inquiète pas), la scelta della vita e la realizzazione (Entre mes mains le bonheur se faufile),  dipendenza dal lavoro (Désolée, je suis attendue), ambizione (J’ai toujours cette musique dans la tête), l'adulterio (À la lumière du petit matin), i segreti di famiglia (Une évidence),

### La musica nei suoi romanzi
La musica è essenziale nel processo creativo di Agnès Martin-Lugand. Ogni scena è scritta sulla base di una musica, di un titolo, che può ascoltare cinquanta, sessanta volte se necessario, finché la scena non raggiunge il suo punto finale.
Ciascuno degli undici romanzi di Agnès ha una propria playlist dedicata  che è possibile trovare su tutte le piattaforme di ascolto.
La Déraison ha dato luogo a 25 letture musicali (alla Fiera del libro di Parigi 2022) durante le quali Agnès Martin-Lugand ha letto estratti del suo romanzo accompagnata sul palco da un pianista che suonava dal vivo i brani della playlist.

## Vita privata
Martin-Lugand vive a Rouen con suo marito e i loro due figli.

## Opere

### Romanzi
- 2013 - Les gens heureux lisent et boivent du café, Éditions Michel Lafon ISBN 978-2-749-91998-0
- 2014 - Entre mes mains le bonheur se faufile, Éditions Michel Lafon ISBN 978-2-749-92209-6
- 2015 - La vie est facile, ne t'inquiète pas, Éditions Michel Lafon ISBN 978-2-749-92386-4
- 2016 . Désolée, je suis attendue, Éditions Michel Lafon ISBN 978-2-749-92387-1
- 2017 -  J'ai toujours cette musique dans la tête, Éditions Michel Lafon ISBN 978-2-749-92901-9[30]
- 2018 -  À la lumière du petit matin, Éditions Michel Lafon ISBN 978-2-749-92902-6
- 2019 -  Une évidence, Éditions Michel Lafon ISBN 978-2-7499-3477-8
- 2020 - Nos résiliences, Éditions Michel Lafon ISBN 978-2-7499-3478-5
- 2021 : La Datcha, Éditions Michel Lafon ISBN 978-2-7499-4163-9[31]
- 2022 - La Déraison, Éditions Michel Lafon ISBN 9782749941646 edizione audio ISBN 9791036618772
- 2023 - L'Homme des Mille Détours, Éditions Michel Lafon ISBN 9782749950631

Tutti i romanzi di Agnès Martin-Lugand sono pubblicati in formato tascabile da Pocket Editions e in audiolibro da Lizzie.

### Novelle
- 2016 - Merci la maîtresse, Parigi, Pocket, n° 16745, novembre 2016, p.163-190 ISBN 978-2-266-27126-4[32]
- 2017 - Le monde est petit, Parigi, Pocket n° 17059, novembre 2017 ISBN 978-2-266-27952-9
- 2018 - Un voyage dans le temps, Parigi, Pocket n° 17272, novembre 2018 ISBN 978-2-266-28641-1
- 2019 - Des lettres oubliées, Parigi, Pocket n° 17728, novembre 2019 ISBN 978-2-266-30550-1
- 2020 - Le Coup de folie des vacances, Parigi, Pocket n° 18272, novembre 2020, p. 171-190[33] ISBN 978-2-266-30754-3
- 2021 - Le Choix du monde, Parigi, Pocket n° 18272, novembre 2021 ISBN 978-2-266-31648-4
- 2022 - Ma planète à moi, Parigi, Pocket n° 18566, novembre 2022 p.|149-160 ISBN 978-2-266-32330-7
- 2022 - Le Bar était désert, nella rivista Elle, 22 luglio 2022, nell'ambito delle «nouvelles inédites de l'été» sul tema «Une nuit à l'hôtel»[34]
- 2023 - Chloé et Lynaïs, Deux anges pour l'éternité, in 125 et des milliers, Parigi, Harper Collins, marzo 2023 ISBN 979-10-339-1287-3

### Gioventù
- 2021 - Le Voleur de sapins, illustrazioni di Sess, Parigi, Michel Lafon, collezione Une histoire et Oli, adattato dal podcast omonimo, co-pubblicato con France Inter ISBN 978-2-7499-4847-8

### Adattamenti in fumetti
- 2019 - Les gens heureux lisent et boivent du café nel 2019, sceneggiatura: Véronique Grisseaux; disegno: Cécile Bidault, Michel Lafon ISBN 978-2-7499-3334-4
- 2022 - La vie est facile, ne t’inquiète pas nel 2022, sceneggiatura: Véronique Grisseaux; disegno: Cécile Bidault, Michel Lafon ISBN 978-2-7499-3619-2

## Premi e riconoscimenti
- 2021: Premio dei librai Les Petits Mots per La Datcha.[35]
- 2022: candidatura al premio Babelio 2022 per La Déraison.[36]
- 2023: Premio Palanges per La Déraison.[37]